# توشمالان
توشمالان، روستایی از توابع بخش مرکزی شهرستان کنگاور در استان کرمانشاه ایران است.

## جمعیت
این روستا در دهستان قزوینه قرار دارد و براساس سرشماری مرکز آمار ایران در سال ۱۳۸۵، جمعیت آن ۲۳۴ نفر (۵۹خانوار) بوده‌است.بیشتر اهالی این روستا جزء اهل حق و دراویش هستند و شمار کمی از آنها شیعه هستند.